# زیردریایی یو-۲۰۴
زیردریایی یو-۲۰۴ (به انگلیسی: German submarine U-204) یک زیردریایی بود که طول آن ۶۷٫۱ متر (۲۲۰ فوت ۲ اینچ) بود. این زیردریایی در سال ۱۹۴۱ ساخته شد.